# Mitt Romney

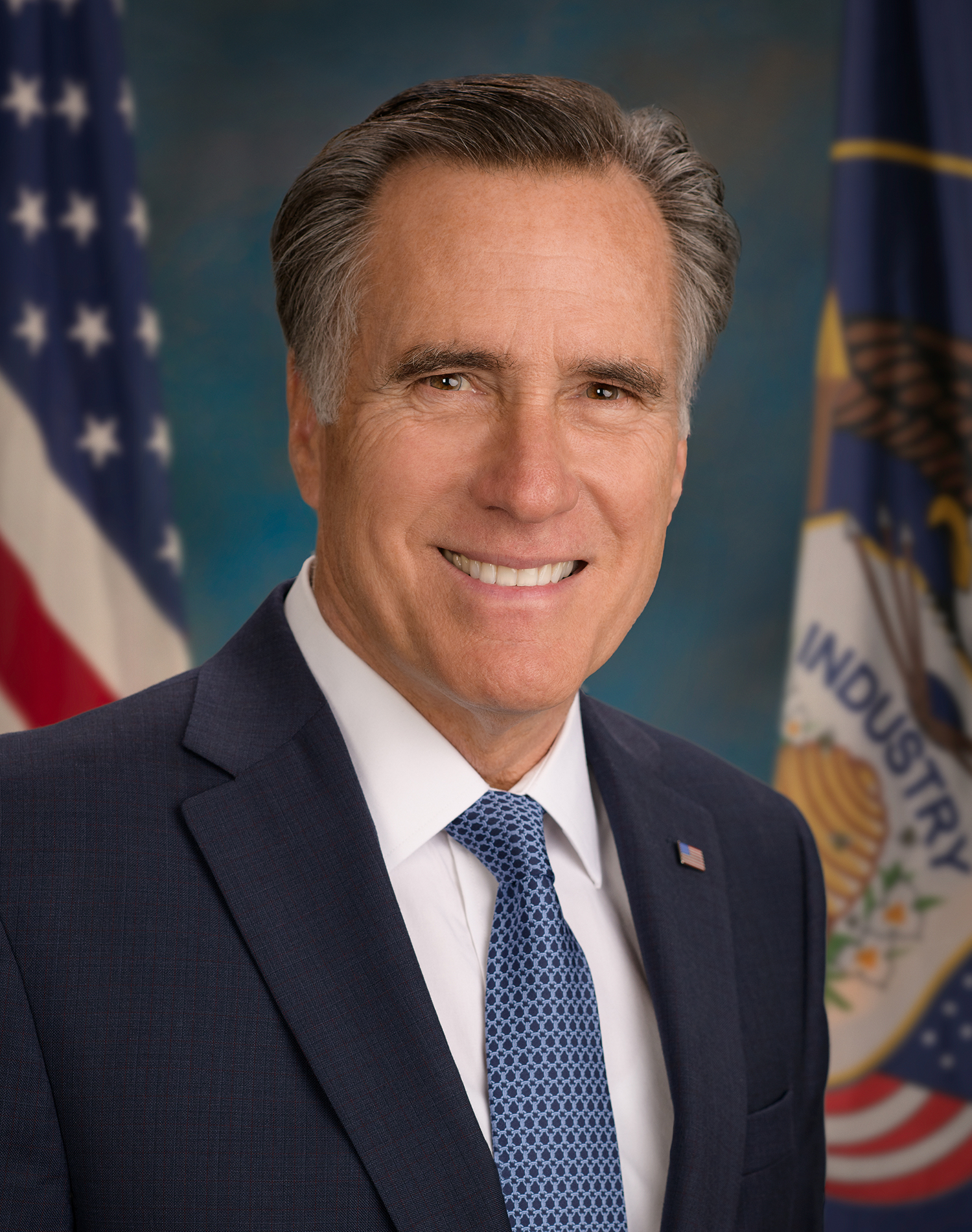
Mitt Romney (2019)

Willard Mitt Romney [ˈɹɑːmnɪ] (* 12. März 1947 in Detroit, Michigan) ist ein US-amerikanischer Geschäftsmann und Politiker der Republikanischen Partei. Von 2003 bis 2007 bekleidete er das Amt des Gouverneurs des Bundesstaates Massachusetts. Er war einer der Bewerber seiner Partei für die Nominierung zur Präsidentschaftswahl 2008 sowie Kandidat der Republikanischen Partei für die Präsidentschaftswahl 2012, unterlag aber dem demokratischen Kandidaten Barack Obama. Er wurde am 6. November 2018 für Utah in den US-Senat gewählt; die Amtszeit begann am 3. Januar 2019. Mitte September 2023 gab Romney bekannt, bei der Senatswahl am 5. November 2024 nicht mehr zu kandidieren.

## Leben

### Frühere Laufbahn
Mitt Romney wurde in Detroit geboren. Sein Vater George W. Romney war von 1963 bis 1969 Gouverneur von Michigan. Seine Mutter Lenore bewarb sich 1970 in Michigan für die Republikaner um einen Sitz im US-Senat und unterlag damals dem Mandatsinhaber Philip Hart. Romney hat drei Geschwister und besuchte die elitäre Cranbrook School (die heutige Cranbrook Kingswood School) in Bloomfield Hills, eine zur Cranbrook Educational Community gehörende Privatschule. Dort machte er 1965 seinen Highschool-Abschluss.
Auf der Cranbrook School lernte er Ann Lois Davies (* 1949) kennen. Sie konvertierte 1966 zur Kirche Jesu Christi der Heiligen der Letzten Tage und wurde 1969 seine Ehefrau. Das Paar hat fünf erwachsene Söhne, Taggart (* 1970), Matthew (* 1971), Joshua (* 1975), Benjamin (* 1978) und Craig (* 1981) sowie 24 Enkelkinder. Das Ehepaar Romney lebt heute in der Nähe von Boston und unterhält ein Haus am Meer in La Jolla, Kalifornien.
Romneys Ururgroßvater Parley P. Pratt war Gründungsmitglied des Kollegiums der Zwölf Apostel der Kirche Jesu Christi der Heiligen der Letzten Tage, dessen Schwägerin war die spätere mormonische Apostatin und Bekämpferin der Polygamie Sarah Pratt. Sein Urgroßvater, Miles Park Romney, hatte vier Frauen. Nachdem die Vielehe in Bundesterritorien der USA – der damalige Rechtsstatus Utahs – durch den Edmunds Act 1882 verboten wurde, floh er 1885 mit anderen Mormonen nach Colonia Juárez in Chihuahua in Mexiko, obwohl Polygamie dort ebenfalls verboten war. Die Romneys lebten in einer Siedlung des LeBaron-Clans, dessen Nachkommen heute noch in Mexiko leben. Sein Vater George W. Romney kehrte 1912 in die USA zurück. Romney ist heute Mitglied der Kirche Jesu Christi der Heiligen der Letzten Tage („Mormonen“). Zunächst war Mitt Romney als junger Erwachsener ab 1966 zwei Jahre für eine Mission in Frankreich tätig. Romney studierte an der Brigham Young University (u. a. bei W. Cleon Skousen), die er 1971 mit dem Bachelor of Arts in englischer Literatur abschloss, und an der Harvard University, wo er 1975 den Juris Doctor und den Master of Business Administration erwarb. Von 1981 bis 1986 war er mormonischer Bischof in Belmont, einem Vorort von Boston, und leitete von 1986 bis 1994 als Pfahlpräsident die Verwaltung von ca. 4000 Mormonen im östlichen Massachusetts.
Nach dem Studium arbeitete er für die Unternehmensberatung Bain & Company in Boston. Später war er Gründungspartner der 1984 gegründeten Private-Equity-Gesellschaft Bain Capital, die er bis 1999 leitete. Sein Privatvermögen von (2007) geschätzt 260 bis 350 Millionen US-Dollar stammt aus den Erträgen seiner Tätigkeit bei Bain Capital. Im Jahr 2010 zahlte Romney den niedrigen Steuersatz für Vermögenserträge von 13,9 Prozent (2011: 15,4 %), was politische Gegner während der Vorwahlperiode thematisierten.
Bei der Wahl zum US-Senat 1994 trat er in Massachusetts gegen den langjährigen Senator Edward Kennedy an und unterlag mit 41 Prozent der Stimmen – dem zweitbesten Ergebnis, das je ein republikanischer Kandidat gegen Kennedy erzielte.
1999 wurde Romney Geschäftsführer des Organisationskomitees der XIX. Olympischen Winterspiele 2002 in Salt Lake City, Utah.

### Gouverneur von Massachusetts (2003–2007)

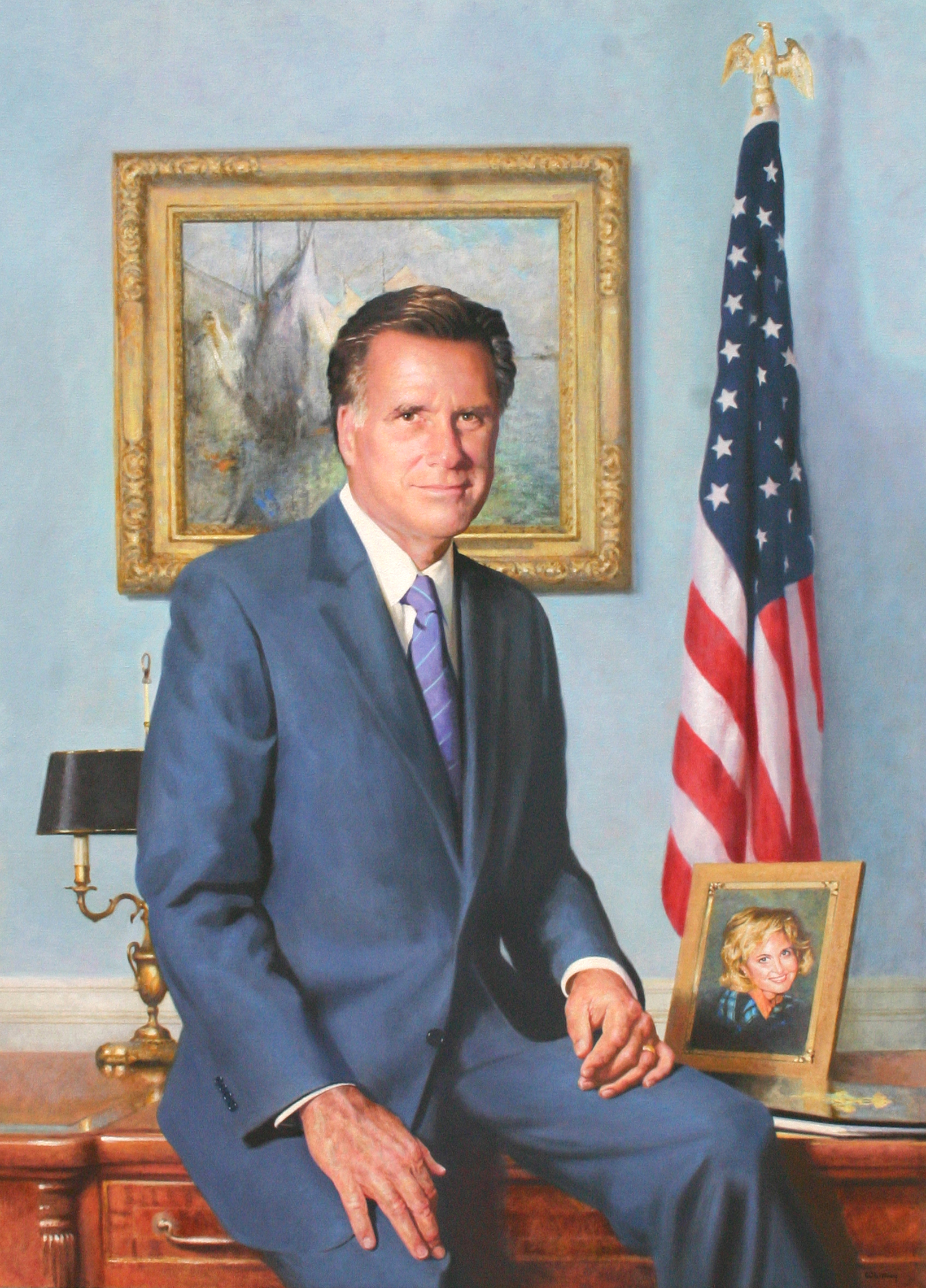
Romneys offizielles Porträt als Gouverneur

Im Jahr 2002 wurde er von der Republikanischen Partei als Kandidat für das Gouverneursamt von Massachusetts nominiert. Im November desselben Jahres wurde Romney zum 70. Gouverneur von Massachusetts gewählt: Er erhielt 50 % der Stimmen, die demokratische Kandidatin Shannon O’Brien 46 % der Stimmen. Als Gouverneur erreichte er, dass der Haushalt des Bundesstaates ausgeglichen wurde und sogar Überschüsse verbuchte.
Im November 2004 versuchte er, die Entscheidung des Obersten Gerichtshofes des Bundesstaates zu gleichgeschlechtlichen eheähnlichen Partnerschaften durch eine Änderung der Verfassung zu verhindern, die die Ehe auf Verbindungen zwischen Mann und Frau beschränkt hätte.
Im Dezember 2004 kündigte Romney an, er werde einen Vorschlag einbringen, in Massachusetts die Todesstrafe für Terrorismus, Massenmord und Mord an Polizeibeamten wieder zu erlauben. Der Gesetzentwurf wurde im Repräsentantenhaus von Massachusetts am 28. April 2005 mit 99 Stimmen gegen 53 abgelehnt. Er legte außerdem sein Veto gegen die Stammzellenforschung ein; das Parlament überstimmte sein Veto jedoch deutlich.
Bei einer Umfrage zur Popularität der Gouverneure in den 50 US-Bundesstaaten im Dezember 2005 landete er (mit einer Zustimmung von 41 % gegen 51 % Ablehnung) auf Platz 33.

### Präsidentschaftskandidatur 2008

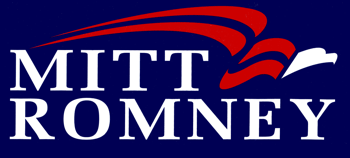
Logo der Präsidentschaftskandidatur 2008

Als er am 24. Dezember 2005 ankündigte, sich nicht der Wiederwahl als Gouverneur zu stellen, sahen viele darin eine Entscheidung, die in Hinblick auf eine Nominierung als Präsidentschaftskandidat der Republikanischen Partei für 2008 getroffen wurde.
Mitt Romney kündigte am 13. Februar 2007 offiziell seine Kandidatur an und sammelte insgesamt 44 Mio. US-Dollar an Spendengeldern, deutlich mehr als seine Konkurrenten Rudy Giuliani, Fred Thompson und Mike Huckabee.
Am 11. August 2007 ging Romney mit ca. 32 Prozent der Stimmen als Sieger der Straw Poll in Ames, Iowa hervor. Diese nicht bindende Abstimmung galt als erster wichtiger Indikator für die Organisation der Kandidaten vor den parteiinternen Vorwahlen (Caucus und Primaries) im Januar 2008. Auch der damalige Gouverneur von Texas, George W. Bush, siegte 1999 bei dieser Testwahl und wurde anschließend Präsidentschaftskandidat der Republikaner. Romney galt laut Umfragen lange Zeit neben Iowa auch im wichtigen Vorwahlstaat New Hampshire als Favorit. In beiden Staaten konnte er jedoch trotz einer anfänglich unangefochtenen Führungsposition nur Platz zwei verbuchen (25 Prozent in Iowa, hinter Huckabee; 32 Prozent in New Hampshire, hinter John McCain). In Iowa erhielt er lediglich zwölf Stimmen, während sein Konkurrent Huckabee dort 17 errang.
Immerhin vereinigte er jedoch bei den Vorwahlen in den Bundesstaaten Wyoming, Nevada, Michigan, Maine, Massachusetts, Colorado, Minnesota, Montana, North Dakota und Utah die meisten Stimmen auf sich: So gewann er am 5. Januar 2008 in Wyoming. Dort erhielt er 8 von 12 Stimmen, die nach Wahlende auf dem Parteitag der Republikaner ausgezählt wurden. Insbesondere die Vorwahlen in Michigan konnte er deutlich für sich entscheiden, ebenso die in Maine. Nachdem in den meisten Staaten solche Erfolge ausblieben, stieg Romney am 7. Februar 2008 aus dem Rennen um die Präsidentschaftskandidatur aus. „Ich fühle, dass ich jetzt beiseite treten muss“, erklärte er. Unmittelbaren Anlass hierzu gab sein unbefriedigendes Abschneiden bei den parteiinternen Abstimmungen über die Spitzenkandidatur am Super Tuesday.

### Präsidentschaftskandidatur 2012

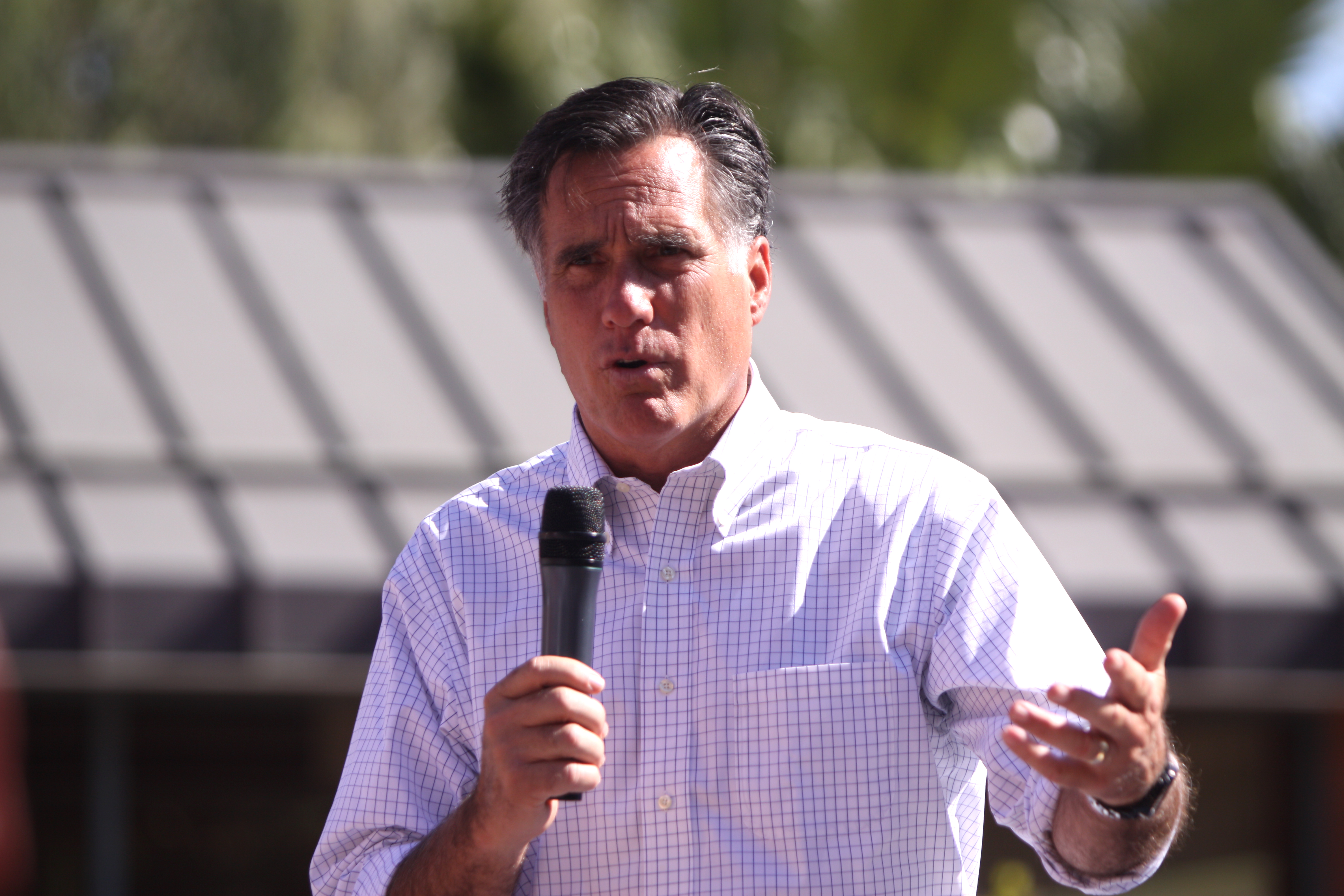
Mitt Romney bei einer Wahlkampfveranstaltung in Arizona

Logo der Präsidentschaftskandidatur 2012

Im April 2011 kündigte Romney an, seine Kandidatur für die Präsidentschaftswahlen 2012 vorzubereiten. Bei den Vorwahlen in Iowa am 3. Januar 2012, „den knappsten Vorwahlen aller Zeiten“, wurde zunächst (und wie sich später herausstellte fälschlich) ein Stimmenvorsprung von 8 Stimmen gemeldet. Eine Nachzählung ergab einen Stimmenvorsprung von 34 Stimmen für seinen Gegenkandidaten Rick Santorum, allerdings fehlten bei beiden Zählungen die Stimmen aus acht Wahllokalen vollständig. Bei der folgenden Vorwahl, der in New Hampshire am 10. Januar 2012, gewann er mit deutlichem Vorsprung. Finanziert wurde sein Wahlkampf größtenteils von sogenannten Super-PACs (Political Action Comitees), losen Unterstützergruppen von Multimillionären. Viele der innerparteilichen Konkurrenten um das Amt des Präsidentschaftsbewerbers befehdeten sich untereinander, teils mit Schlammschlacht-Methoden.
Am 21./22. Januar (MEZ) siegte Newt Gingrich bei den republikanischen Vorwahlen in South Carolina; das Rennen um die Präsidentschaftskandidatur galt damit wieder als völlig offen. Am 31. Januar gewann Romney die Vorwahlen im bevölkerungsreichen Bundesstaat Florida. Er erhielt 46 % der Stimmen; Gingrich nur 31 %. Der Spiegel schrieb: „Nach seinem 46-Prozent-Triumph […] ist Romney die Kandidatur wohl nicht mehr zu nehmen. […] der Verlierer verkennt die Signale: Trotz seiner deftigen Vorwahl-Niederlage in Florida will Newt Gingrich nicht aufgeben.“ Als einzigen ernsthaften Konkurrenten Romneys bezeichneten Beobachter Anfang April den ehemaligen Senator Rick Santorum.
Am 10. April verkündete auch Santorum seinen Rückzug, am 3. Mai Gingrich und am 14. Mai 2012 Ron Paul. Durch seinen Vorwahlsieg in Texas am 29. Mai 2012 erhielt Romney so viele Stimmen, dass er mehr als die nötigen 1144 Stimmen zur Nominierung auf sich vereinigte. Am 11. August 2012 erklärte er schließlich Paul Ryan zu seinem Running Mate, also zum Kandidaten für das Vizepräsidentenamt. Am 28. August 2012 wurde Romney auf dem Parteitag der Republikaner in Tampa mit großer Mehrheit offiziell zum Präsidentschaftskandidaten gekürt. Insgesamt votierten 2061 der 2286 Delegierten für ihn.
Romneys Ehefrau Ann machte mit ihm zusammen Wahlkampf. Seine Steuererklärung veröffentlichte er im September 2012 nach langem öffentlichem Druck.
Der demokratische Amtsinhaber Barack Obama erhielt bei der Wahl am 6. November 2012 51,1 % der Stimmen und die Mehrheit der Wahlmänner-Stimmen und wurde wiedergewählt. Romney erhielt nur 47,2 % und gestand seine Niederlage ein. Entscheidend zum Wahlergebnis trug Obamas Erfolg in mehreren Swing States wie Florida, Ohio, Colorado, Virginia, Iowa und Nevada bei.
In einer Konferenzschaltung mit Geldgebern für seine Kampagne am 14. November erklärte Romney seine Niederlage als teilweise verursacht durch „finanzielle Geschenke“ von Obama und dessen Kampagne an „bestimmte Mitglieder“ seiner Basis. Einige Republikaner, darunter Louisianas Gouverneur Bobby Jindal, wiesen dies zurück.

### Rückkehr zur Privatwirtschaft und politische Äußerungen
Nach der verlorenen Präsidentschaftswahl im November 2012 kehrte Mitt Romney als Aufsichtsrat des Hotelbetreibers Marriott in die Privatwirtschaft zurück.
Nachdem Romney zunächst eine weitere Präsidentschaftsbewerbung ausschloss, erklärte er Anfang Januar 2015, eine Kandidatur für die Wahl des Jahres 2016 zu erwägen. Am 30. Januar wurden jedoch Meldungen bekannt, nach denen Romney eine Kandidatur ausschließen werde. Für einen Kandidaten im republikanischen Vorwahlkampf sprach sich Romney aber nicht aus. Allerdings äußerte er sich positiv zu John Kasich, Marco Rubio und Chris Christie. Gleichzeitig kritisierte Romney den bis Ende 2015 in Umfragen klar führenden Immobilienunternehmer Donald Trump, der durch zahlreiche Kontroversen auch innerparteilich als umstritten galt. Am 3. März 2016, nachdem Trump bereits eine Reihe Vorwahlen gewonnen hatte, hielt Romney an der Universität von Utah eine Grundsatzrede vor großem Publikum, in der er von einer Kandidatur Trumps warnte. Er sprach Trump die Eignung für das Präsidentenamt ab; unter anderem würde dessen Politik in eine Rezession führen. Zu Trumps außenpolitischen Vorschlägen sagte Romney, diese seien „sehr sehr nicht schlau“ („very very not smart“), nachdem Trump sich zuvor selbst als „sehr sehr schlau“ bezeichnete. Ferner kritisierte Romney Trumps Auftreten und seine Rhetorik. Romney sagte auch, Trump sei ein Aufschneider und Betrüger, der die amerikanische Öffentlichkeit zum Narren halte. Die Bemühungen Romneys und anderer hochrangiger Republikaner blieben letztlich erfolglos: Trump fiel nach weiteren Siegen im Mai die Kandidatur für die Republikanische Partei zu (Details hier); bei der US-Präsidentschaftswahl am 8. November 2016 wurde er zum 45. US-Präsidenten gewählt.

### Amtszeit im Senat ab 2019
Nach monatelangen Spekulationen gab Romney am 16. Februar 2018 bekannt, dass er sich bei der Wahl zum US-Senat 2018 um die Nominierung der Republikaner für den Sitz Orrin Hatchs in Utah bewirbt, nachdem Hatch angekündigt hatte, 2018 nicht mehr anzutreten. Romneys Wahl in diesem von Mormonen geprägten, konservativen Bundesstaat galt als sicher. Nachdem Romney während des Präsidentschaftswahlkampfs 2016 zu den schärfsten innerparteilichen Kritikern Donald Trumps gehört hatte, gab er sich 2018 versöhnlich: Er stimme mit Trumps politischer Agenda für niedrige Steuern und weniger Regulierungen und Bürokratie vollständig überein. Bei seiner Ankündigungsrede für seine Senatskandidatur kritisierte er jedoch Trump ohne Namensnennung; Romney erklärte, der Bundesstaat Utah heiße legale Einwanderer willkommen, während die Hauptstadt eine Botschaft der Ausgrenzung sende. Am 19. Februar erklärte Trump seine Unterstützung für Romneys Kandidatur. Bei der Utah Republican Convention am 22. April 2018 gelang es Romney nicht, die Nominierung zu erreichen: Er erhielt 49 Prozent der Delegiertenstimmen gegenüber 51 Prozent für seinen Herausforderer, den bisherigen Abgeordneten im Repräsentantenhaus von Utah Mike Kennedy; 60 Prozent wären für eine sofortige Nominierung nötig gewesen. Beide traten in einer parteiinternen Vorwahl gegeneinander an, die Romney am 26. Juni 2018 mit 71,7 Prozent der Stimmen gewann. Er traf in der Hauptwahl im November 2018 auf die Demokratin Jenny Wilson, eine bisherige Stadträtin von Salt Lake City. Romney gewann die Wahl mit 62,6 % der Stimmen und zog damit am 3. Januar 2019 in den US-Senat ein. Sein Senatsmandat läuft somit bis zum 3. Januar 2025.
Im Februar 2020 stimmte Romney als einziger Republikaner im Amtsenthebungsverfahren gegen Donald Trump beim Anklagepunkt des Amtsmissbrauchs mit den demokratischen Senatoren und sprach damit den Präsidenten schuldig. Nach dem Tod der liberalen Supreme Court-Richterin Ruth Bader Ginsburg kurz vor der Präsidentschaftswahl 2020 schlug er sich allerdings auf die Seite der Trump-Regierung und sprach sich für eine Abstimmung über den Trump-Kandidaten im Senat vor der Amtseinführung des neuen Präsidenten aus. Mit seiner Zustimmung galt die Mehrheit für den Kandidaten als sicher. Im Oktober 2020 gab Romney bekannt, bei der Präsidentschaftswahl 2020 nicht für Trump zu stimmen.
Nach der US-Präsidentschaftswahl am 3. November 2020 war Romney einer der ersten republikanischen Politiker, die Trumps unbelegter Behauptung widersprachen, die Wahl werde von Demokraten manipuliert und ihm werde so sein Sieg „gestohlen“. Nach der Wahl erkannte er den Wahlsieg Bidens an und gratulierte ihm zum Sieg.
Nach dem Sturm auf das Kapitol unterstützte er das zweite Amtsenthebungsverfahren gegen Donald Trump und stimmte als einer von sieben republikanischen Senatoren für einen Schuldspruch Trumps. Auf dem Parteitag der Republikaner von Utah in West Valley City am 2. Mai 2021 erhielt er Gegenwind. Zwischenrufer bezeichneten ihn als Kommunisten und Verräter (traitor), und als er in seiner Rede erklärte, dass er „kein Fan der Charaktereigenschaften unseres letzten Präsidenten“ gewesen sei (I wasn't a fan of our last president's character issues), wurde er durch laute Buh-Rufe unterbrochen. Ein Antrag, Romney wegen seiner Unterstützung des Amtsenthebungsverfahrens eine Rüge zu erteilen, wurde von den Delegierten nur mit knapper Mehrheit abgelehnt.
Am 13. September 2023 gab Romney bekannt, dass er zur Senatswahl in den Vereinigten Staaten 2024 nicht erneut antreten werde. Er wolle Platz für Jüngere machen.

## Politische Standpunkte

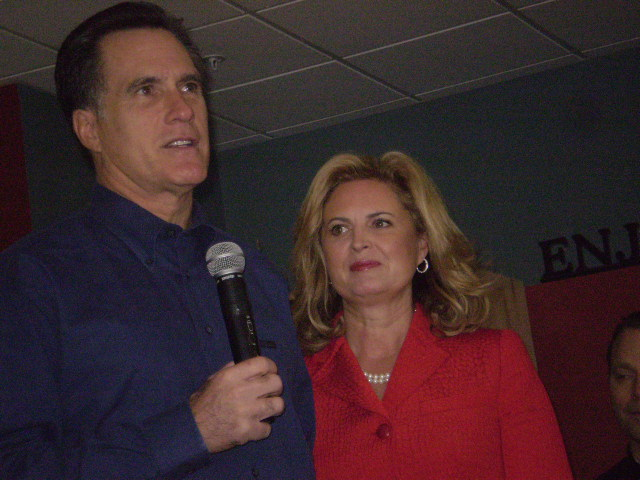
Mitt Romney mit seiner Ehefrau Ann (2007)

Als Gouverneur von Massachusetts galt Romney als gemäßigter Vertreter seiner Partei. Während seiner Kandidatur zum Präsidenten vertrat er deutlich konservativere Positionen. Nach seiner Wahl in den US-Senat bewegte sich Romney zurück in Richtung Mitte und gilt als einer der moderaten republikanischen Senatoren.

### Innenpolitik
Die unter seiner Führung in Massachusetts gemeinsam mit den Demokraten verabschiedete Gesundheitsreform war eine zentrale Referenz für die Gesundheitsreform der Obama-Regierung. Romney befand sich in der Lage, als Präsidentschaftskandidat mit Obamacare eine Reform kritisieren zu müssen, deren geistiger Vater er selbst war. Im Zuge der Vorwahlen betonte Romney, dem der konservative Flügel der Republikanischen Partei oftmals ein „moderates Profil“ vorwarf, seine konservativen Positionen. Da er sich teilweise auch von seinen einst vertretenen Ansichten (insbesondere Abtreibung) abwandte, wurde ihm mehrfach Opportunismus vorgeworfen.
Er lehnt gleichgeschlechtliche Ehen ab, ist aber mit der Einführung von eingetragenen Partnerschaften in den einzelnen Bundesstaaten einverstanden. Zudem setzt er sich für das Bildungsgutscheinmodell ein, das Eltern ermöglicht, die Schule für ihr Kind frei auszuwählen und es eventuell auf eine Privatschule zu schicken. Er befürwortet ferner den in den USA millionenfach praktizierten Hausunterricht (Homeschooling) und möchte Kinder vor Pornographie und Gewalt in den Medien schützen.
Romney hat eine harte Haltung gegenüber illegalen Einwanderern und lehnt die nachträgliche Legalisierung ab. Außerdem plant er eine Gesundheitsreform, die den Markt ausbauen und deregulieren und den Amerikanern somit den Zugang zu einer privaten Krankenversicherung erleichtern soll. Dies soll ohne Steuererhöhungen geschehen.
Er ist Gegner des Rechts auf Abtreibung, das er bei seinen Wahlkämpfen in Massachusetts 1994 und 2002 noch befürwortet hatte. Er will jedoch Abtreibungen bei Vergewaltigung und Inzest sowie bei Gefahr für das Leben der Mutter zulassen.
Romney warnte in einer Wahlkampfrede, die USA dürften nicht „das Frankreich des 21. Jahrhunderts werden“ – „noch immer eine bedeutende Nation, aber nicht mehr der Weltführer, nicht die Supermacht“. Nach Romneys Auffassung steht „Europa […] vor einem demografischen Desaster, [als] unvermeidliche[s] Produkt eines geschwächten Glaubens an den Schöpfer, gescheiterten Familien, einer Missachtung der Heiligkeit des menschlichen Lebens und einer erodierten Moral.“
Romney bezeichnete 2010 die Verabschiedung der Gesundheitsreform als Machtmissbrauch und „eine historische Usurpation des Gesetzgebungsprozesses“, obwohl sie, worauf Paul Krugman hinwies, seinen einstigen eigenen Reformplänen ziemlich nahekam.
Er sprach sich im März 2012 während des Wahlkampfs vor der US-Präsidentschaftswahl 2012 für den Haushaltsplan des Kongressabgeordneten Paul Ryan aus. Der Plan sah eine Senkung des Spitzensteuersatzes sowie Kürzungen von Transferleistungen für Geringverdiener und Arme vor. Barack Obama gewann die Wahl gegen Romney mit 51,1 % zu 47,2 %.

### Außenpolitische Ansichten
Im März 2012 bezeichnete Romney Russland als „geopolitischen Feind Nummer eins“. Als Begründung führte er die Haltung der russischen Regierung zu Irans Atomprogramm und zum Aufstand in Syrien, in dem Russland das Assad-Regime unterstützte, an. Romney forderte, die syrische Opposition mit schweren Waffen, die allerdings nicht von den USA geliefert werden sollten, zu unterstützen und befürwortete einen präventiven Militärschlag gegen den Iran. Einen Militärschlag gegen Syrien lehnte Romney ab. Er versprach, die US-Truppen aus Afghanistan bis zum Jahr 2014 abzuziehen.
Im Bürgerkrieg in Libyen unterstützte Romney 2011 Obamas Intervention, warf ihm aber vor, zu spät eingegriffen zu haben.
Romney kritisierte die Volksrepublik China als „Währungsmanipulator“. Sie halte den Kurs des Renminbi niedrig, um Waren billiger anbieten zu können. Er forderte, dass die USA eine führende Rolle bei der Lösung des Nahostkonflikts spielen sollten. Die Palästinenser trügen die alleinige Schuld am Konflikt, und Amerika solle abwarten, bis von selbst eine Konfliktlösung eintrete. Romney verwahrte sich gegen Kritik an Israel wegen Menschenrechtsverletzungen und bekannte sich zu bedingungsloser Solidarität mit Israel. Während eines Besuches in Warschau im Juli 2013 verurteilte er die „Diktatur“ in Belarus.
In der dritten Präsidialdebatte über Außenpolitik zwischen Obama und Romney betonte der Republikaner den „Extremismus in der Welt des Islam“. Am 22. Oktober 2012 äußerte er, dass man sich der „radikalen Welle“, die sich nach den Revolten in Mittelost ausbilde, entgegenstemmen müsse und dass diese eine Niederlage der Politik Obamas seien.

## Veröffentlichungen
- Turnaround: Crisis, Leadership, and the Olympic Games, Washington: Regnery Publishing 2001. ISBN 0-89526-084-0 (mit Timothy Robinson).
- No Apology: The Case for American Greatness, New York: St. Martin’s Press. 2010. ISBN 0-312-60980-9.
- Believe in America: Mitt Romney’s Plan for Jobs and Economic Growth, Amazon Digital Services. 2012.